# Landensberg
Landensberg település Németországban, azon belül Bajorországban. Lakosainak száma 691 fő (2023. december 31.).

## Népesség
A település népessége az elmúlt években az alábbi módon változott:
| Lakosok száma | 526  | 520  | 683  | 678  | 699  | 708  | 702  | 709  | 703  | 691  |
|               | 1970 | 1975 | 2011 | 2012 | 2014 | 2015 | 2017 | 2019 | 2022 | 2023 |